# Église Saint-Pierre de Tartu
58° 23′ 25″ N, 26° 43′ 40″ E
L'église Saint-Pierre de Tartu (en estonien Peetri Kirik) est une église de l'Église évangélique-luthérienne estonienne située à Tartu en Estonie. Elle a été construite en 1884.

## Présentation
Conçue par l'architecte Viktor Schröter, l'édifice de style néo-gothique a été construit en 1882-1884 . L'église a été consacrée en septembre 1884. 
La première pierre l'église Saint-Pierre a été posée le 31 mai 1883 et le l'édifice a été consacré pour les offices le 16 septembre 1884.
L'église a finalement été achevée en 1903, lorsque la tour ouest et les flèches de l'église, conçues par l'architecte Georg Hellat ont été achevées.
L'église a désormais 5 flèches, 4 flèches d'angle et la flèche principale de 56,6 m de haut. 
L'église peut accueillir 1 500 personnes.
L'intérieur de l'église est aussi de style néo-gothique.
L'intérieur comprend un mur d’autel créé en 1900 par  Gustav Beermann, le retable intitulé « L'appel du Christ » peint en 1897 par Johann Köler.
L'orgue à 23 jeux a été livré en 1891 par le facteur d'orgue Wilhelm Müllverstedt.

## Galerie

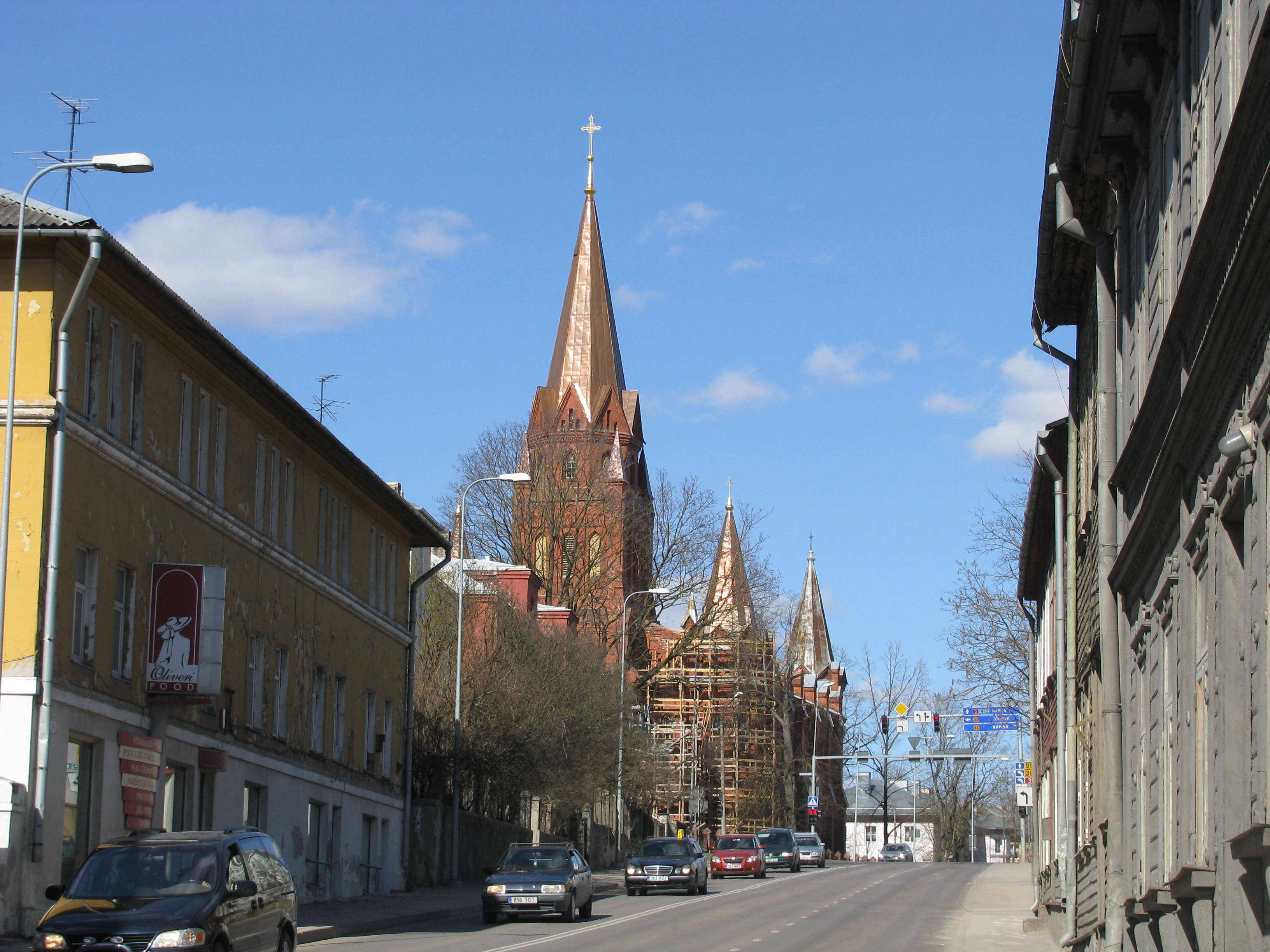
Vue depuis Narva maantee, 2012
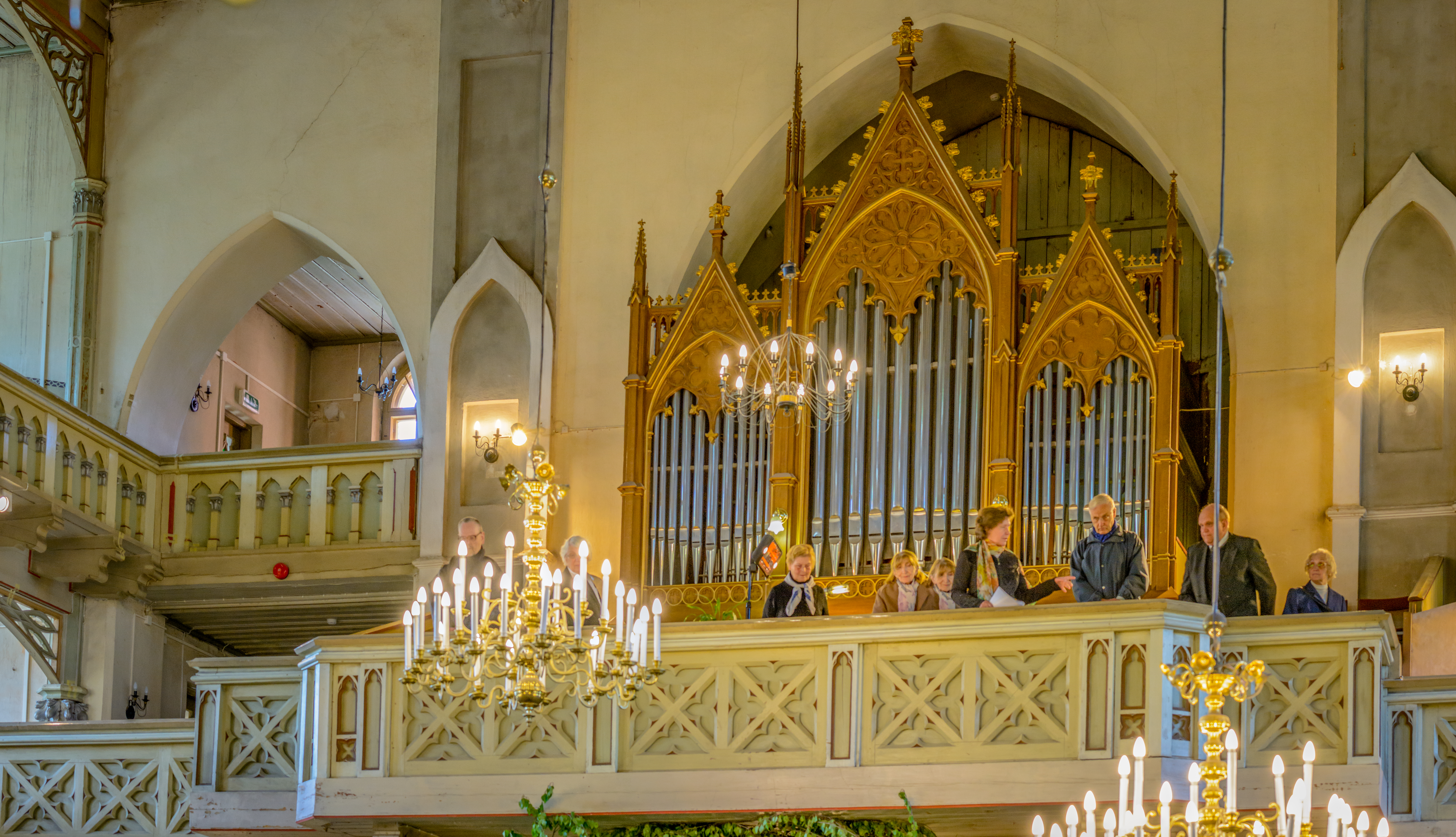
Orgue de l'église Saint-Pierre, 2015
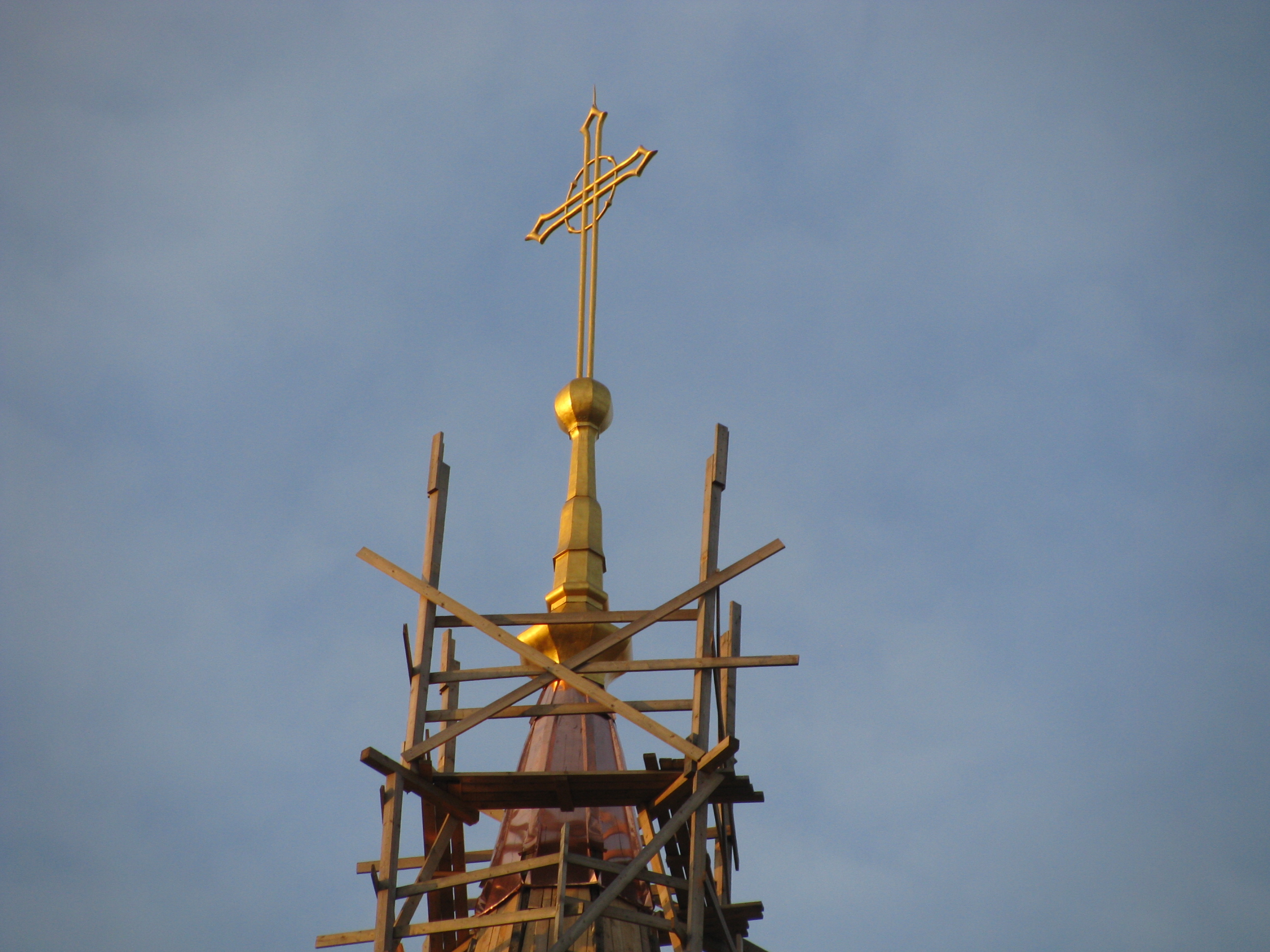
Sommet de la tour, 2011

### Liens  externes
- Site officiel
- Ressource relative à l'architecture :   - Kultuurimälestiste